# استان آلاخوئلا
آلاخوئلا (به انگلیسی: Alajuela) یکی از استان‌های کشور کاستاریکا است. این استان در قسمت شمال‌مرکزی کاستاریکا واقع شده و با از شمال با کشور نیکاراگوئه و همچنین استان‌های اردیا، سان خوزه، پونتارناس و گواناکاسته هم‌مرز است. این استان از ۱۵ کانتون تشکیل شده‌است. آلاخوئلا وسعتی به مساحت ۹٬۷۵۷٫۵۳ کیلومترمربع را دربر گرفته و جمعیت آن بالغ بر ۸۴۸٬۱۴۶ نفر می‌باشد.
شهر آلاخوئلا مرکز این استان بوده و سیوداد کوئسادا دیگر شهر مهم آن است.